# Фарациху (окръг)
Окръг Фарациху (на малгашки: District d'Faratsiho) е окръг в Мадагаскар, провинция Антананариву, регион Вакинанкарача. Населението на окръга през 2011 година е 183 158 души. Площта му е 2034 km². Административен център е град Фарациху.

## Административно деление
Окръгът се състои от 9 общини (каоминини):
- Амбухибуруна
- Анджанумиади
- Анцапанимахазу
- Валябетукана
- Винанинуни-Ациму
- Мианджариву
- Рамайнанджу
- Северно Винанинуни
- Фарациху